# مرسدس-بنز کلاس-ئی (دبلیو۲۱۰)
مرسدس بنز دبلیو۲۱۰ (به انگلیسی: Mercedes-Benz W210) یکی از محصولات کمپانی آلمانی مرسدس بنز است.